# UTC+7
| Verde scuro | Fuso orario di Kaliningrad (UTC+2).    |
| Rosso       | Fuso orario di Mosca (UTC+3).          |
| Celeste     | Fuso orario di Samara (UTC+4).         |
| Giallo      | Fuso orario di Ekaterinburg (UTC+5).   |
| Ciano       | Fuso orario di Omsk (UTC+6).           |
| Pistacchio  | Fuso orario di Krasnojarsk (UTC+7).    |
| Viola       | Fuso orario di Irkutsk (UTC+8).        |
| Blu         | Fuso orario di Jakutsk (UTC+9).        |
| Verde       | Fuso orario di Vladivostok (UTC+10).   |
| Albicocca   | Fuso orario di Srednekolymsk (UTC+11). |
| Rosso scuro | Fuso orario della Kamčatka (UTC+12).   |

UTC+7 è un fuso orario, in anticipo di 7 ore sull'UTC.

## Zone
È utilizzato nei seguenti territori:
- Australia:
  -  Isola Christmas
- Cambogia
- Indonesia:
  -  Provincia di Giava Occidentale
  -  Provincia di Giava Centrale
  -  Provincia di Giava Orientale
  -  Provincia del Kalimantan Occidentale
  -  Provincia del Kalimantan Centrale
  -  Provincia di Sumatra Occidentale
  -  Provincia di Sumatra Settentrionale
  -  Provincia di Sumatra Meridionale
  -  Territorio Speciale dell'Aceh
  -  Provincia di Bangka e di Belitung
  -  Provincia del Banten
  -  Provincia di Bengkulu
  -  Territorio Speciale della Capitale Giacarta
  -  Provincia di Jambi
  -  Provincia di Lampung
  -  Provincia del Riau
  -  Regione Speciale di Yogyakarta
- Laos
- Mongolia:
  -  Provincia del Bajan-Ôlgij
  -  Provincia di Hovd
  -  Provincia dell'Uvs
- Russia (Fuso orario di Krasnojarsk):
  - Distretto Federale Siberiano:
    - Territorio dell'Altaj
    - Repubblica dell'Altaj
    - Chakassia
    - Territorio di Krasnojarsk
    - Tuva
    - Oblast' di Kemerovo
    - Oblast' di Novosibirsk
    - Oblast' di Tomsk
- Thailandia
- Vietnam

## Geografia
In teoria UTC+7 concerne una zona del globo compresa tra 97,5° e 112,5° ed è l'ora che inizialmente utilizzata corrispondeva all'ora solare media del 105º meridiano est (riferimento soppiantato dall'UTC nel 1972). Per ragioni pratiche, i paesi in questo fuso orario coprono un'area molto più estesa.
In Australia, UTC+7 è chiamato Christmas Island Time (CXT), in Indonesia Waktu Indonesia Barat (ora dell'Indonesia occidentale, abbreviato in WIB).

## Ora legale
Nessuna tra le zone a UTC+7 osserva l'ora legale, passando a UTC+8.